# Dave Johnson (kulturysta)
Dave Johnsonm, wł. David Johnson (ur. 2 stycznia 1977 w Pittsburghu) – amerykański kulturysta.

## Życiorys
Urodził się w Pittsburghu w stanie Pensylwania.
W latach młodzieńczych był jednym z najpopularniejszych nastoletnich kulturystów Stanów Zjednoczonych. Zajął piąte miejsce podczas zawodów Mr. Pittsburgh w roku 1999. Laureat krajowych zawodów NPC Collegiate w kategorii HW (ang. Heavyweight − waga ciężka) w 2000 roku.
Jako model (180 cm wzrostu) pozował dla popularnych amerykańskich serwisów internetowych, takich jak USAMuscle.com czy Strengthnet.com.
Jest otwartym gejem. Pracował jako wykładowca na jednym z uniwersytetów Pensylwanii, lecz w 2009 został zwolniony z powodu swojej roli w erotycznym, niepornograficznym filmie Kristena Bjorna, skierowanym ku gejowskim odbiorcom.

## Osiągnięcia kulturystyczne
| Data            | Zawody                                       | Waga                      | Pozycja |
| --------------- | -------------------------------------------- | ------------------------- | ------- |
| 1999            | 1999 Mr. Pittsburgh                          | ciężka (ang. heavyweight) | #5      |
| 22 lipca 2000   | 2000 NPC Collegiate National Championships   | ciężka (ang. heavyweight) | #1      |
| 14 czerwca 2003 | 2003 NPC Junior National Championships       | ciężka (ang. heavyweight) | #4      |
| 2004            | 2004 USA Bodybuilding & Figure Championships | ciężka (ang. heavyweight) | #16     |
| 17 lipca 2004   | 2004 NPC USA Championships                   | ciężka (ang. heavyweight) | –       |
| 2005            | 2005 IFBB North American Championships       | ciężka (ang. heavyweight) | #11     |
| sierpień 2009   | 2009 IFBB North American Championships       | ciężka (ang. heavyweight) | –       |